# Taufbecken (Agudelle)

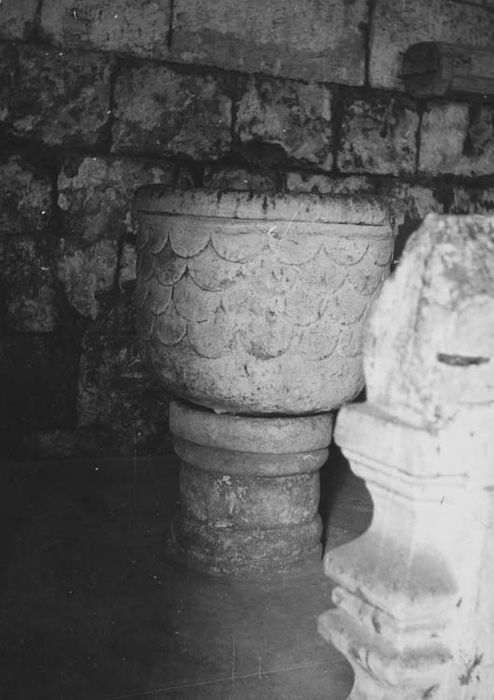
Taufbecken in Agudelle

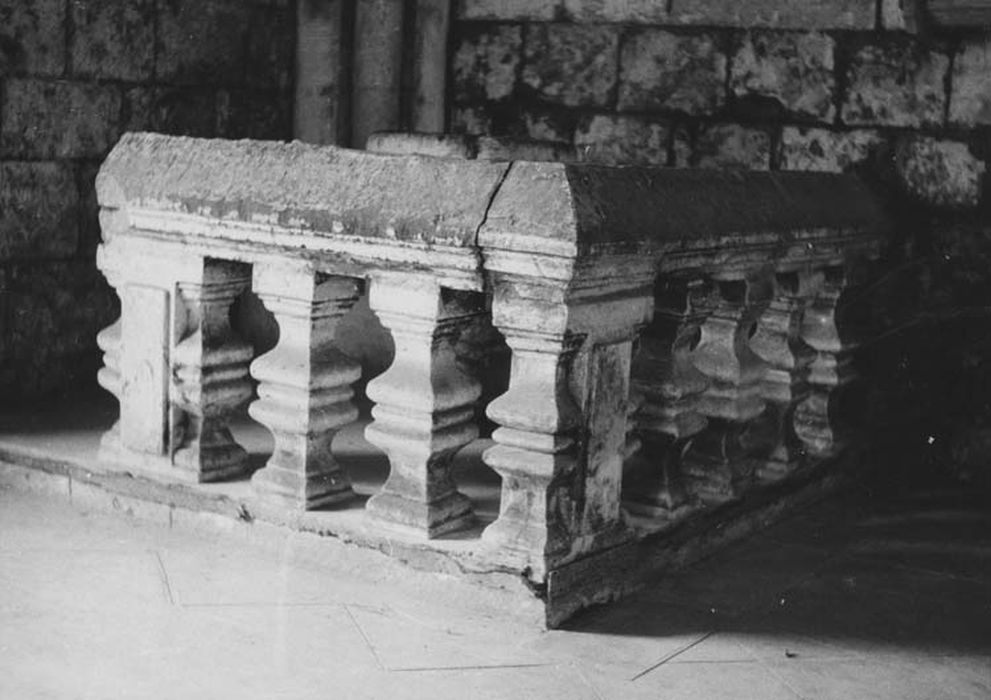
Steinerne Einfassung

Das Taufbecken in der Kirche St-Eutrope in Agudelle, einer französischen Gemeinde im Département Charente-Maritime der Region Nouvelle-Aquitaine, wurde im 18. Jahrhundert geschaffen. 
Im Jahr 1976 wurde das barocke Taufbecken und die steinerne Einfassung mit Balustern als Monument historique in die Liste der geschützten Objekte (Base Palissy) in Frankreich aufgenommen.
Das Taufbecken aus Stein steht auf einem runden Schaft. Das Becken hat außen ein Dekor in der Form von Schuppen.